# Râul Arahthos
Arahthos ( în Greacă Άραχθος) este un râu situat in Epir, o regiune din NV Greciei. Izvorăște din Munții Pindului, dintr-o zonă situată la SE de Metsovo și traversează pe rând prefecturile Ioannina, Trikala și Arta. Se varsă în Golful Arta, ce aparține de Marea Ionică, la sud de Kommeno. Pe el a fost construit Barajul Arachtos cu scop de protecție împotriva inundațiilor.